# Santa Lucía (Vitoria)
Santa Lucía (en euskera Santa Luzia) es un barrio de la ciudad de Vitoria situado al este de la ciudad, construido en la década de 1980, de dimensiones no muy amplias pero sin embargo con edificios muy elevados, algunos de hasta de 14 alturas en la calle Errekatxiki. En general casi todos los edificios del barrio superan las 9-10 alturas, siendo el único en el que ocurre esto de todo el este de la ciudad. Es un barrio abierto, con muchas plazas peatonales y espacios de paseo entre grandes bloques de viviendas.

## Historia
El nombre del barrio viene dado por la ermita de Santa Lucía que se encontraba frente al parque de Judimendi, en la actual calle de los Astrónomos, que se demolió en 1975.

## Situación

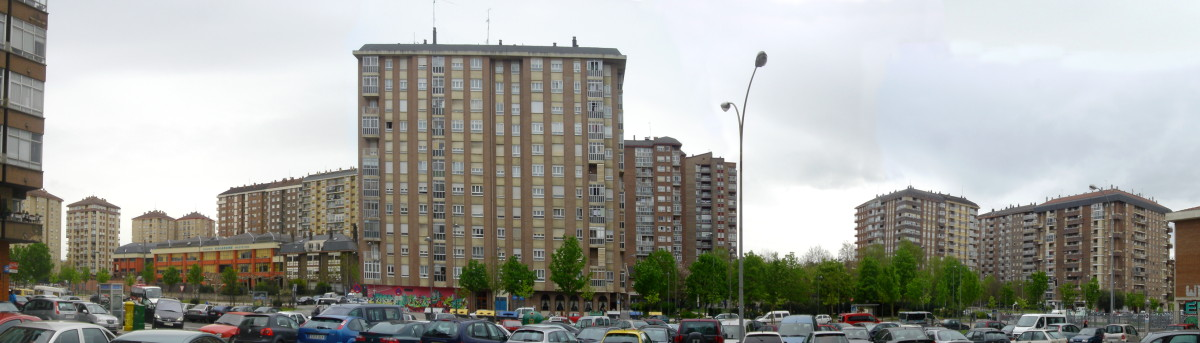
Vistas del oeste del barrio de Santa Lucía

Santa Lucía se sitúa al este de Vitoria. Limita al norte con el barrio de Arana, al oeste con el de Judimendi y al sur la vía férrea, que lo separa de Adurza y San Cristóbal. Al este se está construyendo un nuevo barrio, denominado Santo Tomás, perteneciente al distrito de Salburua.
Pertenece al distrito sureste junto a los barrios de Judimendi, Adurza y Desamparados.
El barrio está partido por la mitad por la antigua N-I, que lo atravesaba, estando en el barrio la salida hacia San Sebastián y Pamplona. Sin embargo, desde que comenzó a construirse el barrio de Salburúa, dicha entrada a la ciudad ha quedado bloqueada, estando la actual en el vecino barrio de Arana.

## Equipamientos e Instalaciones
Se trata de un barrio eminentemente residencial, pese a que existen locales comerciales como el Mercado de Santa Lucía o un video-club de grandes dimensiones, famoso en Vitoria, además de dos supermercados y otros establecimientos.
- Colegio de Educación Infantil "Santa Lucía"
- Colegio de Educación Infantil "Izarra"
- Colegio público Ángel Ganivet
- Colegio e instituto privado escolapios Calasanz
- Iglesia de Santa Lucía
- Iglesia del Espíritu Santo
- Asociación de vecinos Erreka Txiki
- Campo de fútbol de Los Astrónomos, donde juega la Sociedad Deportiva IruBat Santa Lucía
- Pista de baloncesto y skateboard Santa Lucía

Los centros cívicos de Judizmendi y el futuro centro cívico de Salburúa, se sitúan en los límites del barrio, por lo que también son muy accesibles desde el mismo.

## Listado de Calles de Santa Lucía
- calle de Jacinto Benavente
- plaza de Pepe Ubis
- calle de Vicente Aleixandre
- calle de los Astrónomos
- calle de la Florida
- calle de la Fuente de la Salud
- calle de Errekatxiki
- calle de Santa Lucía

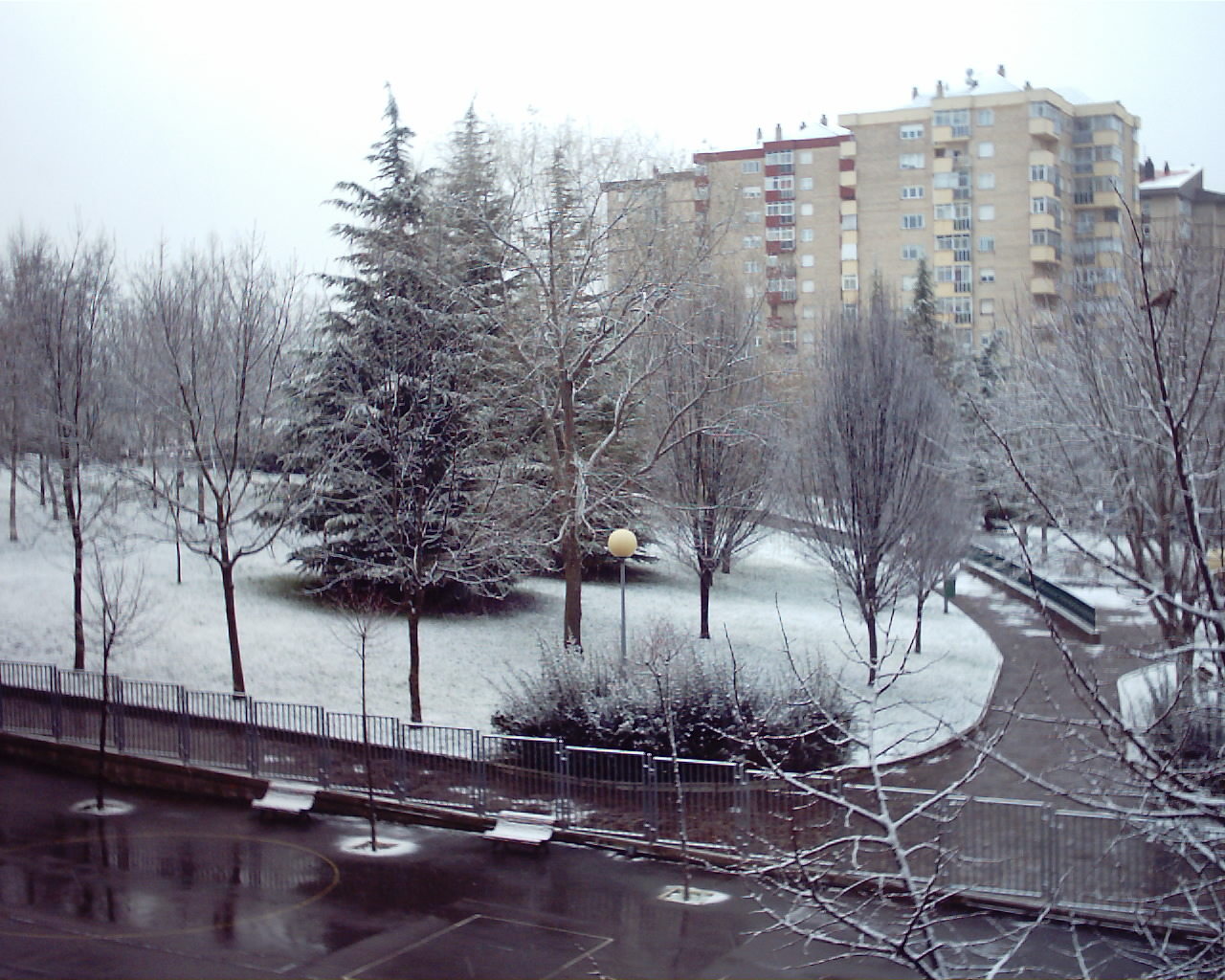
Fotografía del barrio de Santa Lucía con una fina capa de nieve.

- calle de Federico Baráibar, hasta José Mardones.
- calle de Federico García Lorca
- calle del Polvorín Viejo
- calle de Ricardo Puga

## Transporte
| línea | Nombre              | Destino Sentido Ida           | Destino Sentido Vuelta        | Estaciones en el barrio |
| ----- | ------------------- | ----------------------------- | ----------------------------- | ----------------------- |
|       | Sansomendi-Salburua | Sansomendi Paula Montal       | Salburua Paseo Iliada         | Florida                 |
|       | Periférica          | Mendizorroza (circular)       | El Pilar (Vitoria) (circular) | Jacinto Benavente       |
|       | Periférica          | El Pilar (Vitoria) (circular) | Mendizorroza(circular)        | Jacinto Benavente       |

## Otros datos
- Las fiestas del barrio se celebran la primera semana de julio.
- El barrio destaca, además de por la altura de sus edificios, porque gran parte de las fachadas de su barrio están cubiertas de grafitis, ya que la asociación de vecinos ha promovido esto (uno de los skatepark más conocidos de la ciudad se ubica aquí), por lo que es un barrio de referencia para los graffiteros de la ciudad[3]
- El código postal que corresponde al barrio es 01003.
- El barrio tiene un tráfico fluido, salvo en la calle Jacinto Benavente, que tiene en ocasiones tráfico denso, aunque se pretende aliviar con la apertura de nuevos puentes en Salburua[4] existiendo dificultades de aparcamiento en todo el barrio, siendo muy habituales las dobles filas.